# FV Illertissen
El FV Illertissen es un equipo de fútbol de Alemania que juega en la Regonalliga Bayern, la cuarta liga de fútbol más importante del país.

## Historia
Fue fundado en el año 1921 en la ciudad de Illertissen en Baviera, aunque pasó casi toda su historia jugando el la vecina Bader-Württemberg hasta el año 2011, cuando cambió a su original región de Baviera.
La mayor parte de su historia la haa pasado en las divisiones inferiores de Alemania, hasta que logró el ascenso a la Landesliga-Württemberg, donde permaneció hasta 1987, y en el 2003 alcanzó la Verbandsliga.
Cuenta con una rivalidad con el Spvgg Au por ser de la misma ciudad, enfrenándose en varias ocasiones en la Verbandsliga Württemberg (V), y ambos en el 2008 consiguieron el ascenso a la Oberliga Württemberg (V).
En diciembre del 2011 decidieron cambiar al sistema de liga de Baviera para la temporada 2012/13 debido a que se creó la Regionalliga Bayern, por lo que solamente tenía que ubicarse en el 9.º lugar o mejor para clasificar a la nueva liga, donde al final obtuvieron el 4.º puesto y lograron el objetivo.
Lograron el 3.º lugar en la temporada 2012/13, el mejor lugar para un equipo que no fuese equipo reserva, clasificando para jugar la Copa de Alemania por primera vez en su historia.

## Palmarés
- Copa Württemberg: 1

1963

## Temporadas recientes
Estas son las temporadas del club desde 2002:
| Temporada | Liga                       | División | Posición |
| 2002–03   | Landesliga Württemberg     | VI       | ↑        |
| 2003–04   | Verbandsliga Württemberg   | V        | 11.º     |
| 2004–05   | Verbandsliga Württemberg   | V        | 6.º      |
| 2005–06   | Verbandsliga Württemberg   | V        | 7.º      |
| 2006–07   | Verbandsliga Württemberg   | V        | 9.º      |
| 2007–08   | Verbandsliga Württemberg   | V        | 3.º ↑    |
| 2008–09   | Oberliga Baden-Württemberg | V        | 8.º      |
| 2009–10   | Oberliga Baden-Württemberg | V        | 4.º      |
| 2010–11   | Oberliga Baden-Württemberg | V        | 7.º      |
| 2011–12   | Oberliga Baden-Württemberg | V        | 4.º ↑    |
| 2012–13   | Regionalliga Bayern        | IV       | 3.º      |
| 2013–14   | Regionalliga Bayern        | IV       |          |

- Con la introducción de las Regionalligas en 1994 y de la 3. Liga en 2008 como el nuevo tercer nivel por debajo de la 2. Bundesliga, todas las ligas bajaron un nivel.